# لین ویلیامز (بازیکن فوتبال)
لین ویلیامز (انگلیسی: Lynn Raenie Williams؛ زادهٔ ۲۱ مهٔ ۱۹۹۳) بازیکن فوتبال در پست مهاجم اهل ایالات متحده آمریکا است.

## باشگاهی
از باشگاه‌هایی که در آن بازی کرده‌است می‌توان به وسترن نیویورک فلش و باشگاه فوتبال اورنج کانتی بلوز اشاره کرد.

## تیم ملی
وی همچنین در تیم‌های ملی فوتبال United States women's national under-23 soccer team و زنان ایالات متحده آمریکا بازی کرده‌است.